# Luigi Mazzone
Luigi Mazzone   (Manfredonia, desembre 1820 - 1897) fou un compositor italià.
La seva població natal li concedí una pensió de 300 francs per poder perfeccionar-se a Nàpols en els seus coneixements musicals, allà estudià harmonia i composició amb molt de profit, i després es dedicà a l'ensenyament de la música. A més de diverses obres per a piano, melodies i altres composicions per a diversos instruments, va escriure algunes misses, himnes i una òpera titulada Lo scambio de' ritrati.
També es dedicà a la literatura musical, havent col·laborat en diversos diaris, i en fundà un titulat Napoli musicale i dirigí la Gazzetta musicale.